# Ming Le Sports
Die Ming Le Sports AG ist eine deutsche Beteiligungsgesellschaft mit Sitz in Heidelberg. Kerngeschäft ist die Beteiligung an Unternehmen im Bereich Herstellung und Vertrieb von Schuhen, Bekleidung und Accessoires sowie Sportartikeln. Die Aktie der Gesellschaft wird im General Standard gehandelt und ist im CDAX enthalten.

## Geschichte
Der Ming Le Konzern wurde am 21. September 2011 im Wege einer Sacheinlage gegründet. Nach Gründung einer Zwischenholding in Hongkong wurde die deutsche Ming Le Sports AG am 2. November 2011 ins Handelsregister Frankfurt eingetragen. Am 28. Juli 2006 erfolgte der Börsengang am Prime Standard der Frankfurter Wertpapierbörse. Im Geschäftsjahr 2012 wurde mit 1310 Mitarbeitern ein Umsatz von 126,7 Mio. Euro erzielt. Zur Jahresmitte 2016 wurde der Unternehmenssitz von Frankfurt am Main nach Bad Vilbel verlegt. Im Juni 2017 wurde berichtet, dass die deutsche Muttergesellschaft offenbar die Kontrolle über die produzierende Tochtergesellschaften in China verloren hat. So sei die Beteiligung an der Fujian Mingle Sportswear Co Ltd ohne Kenntnis und Zustimmung der Ming Le Sports AG vollständig an einen Dritten übertragen worden. Es lagen keine Hinweise vor, ob und in welcher etwaigen Höhe eine Gegenleistung vereinbart oder erbracht wurde. Im Oktober 2017 wurde der Umzug nach Heidelberg vollzogen. Im März 2019 setzte die Bundesanstalt für Finanzdienstleistungsaufsicht Geldbußen in Höhe von 136.000 Euro gegen die Ming Le Sports AG wegen Verstoßes gegen Veröffentlichungspflichten fest.

## Kritik am Geschäftsmodell und Aktienkursentwicklung
Im November 2017 kritisierte das deutsche Wirtschaftsmagazin Capital das Geschäftsmodell von chinesischen Firmen, welche über eine Holding in Deutschland an die Börse gingen. Als „Skandalbilanz der Chinakracher“ wird bezeichnet, dass im Zehnjahreszeitraum seit 2007 von insgesamt 20 Börsengängen in Frankfurt 17 zu „quasi Totalverluste(n)“ wurden. 330 Mio. Euro Eigenkapital sammelten die chinesischen Firmen in Deutschland ein und Anleger machten dabei im Schnitt Verluste von 98 %. So habe Stand 2017 die Ming Le Sports AG kein operatives Geschäft und keinen testierten Konzernabschluss, aber einen Bilanzverlust in Millionenhöhe.